# رود ارگوایا
 رود ارگوایا رودی است به توکانتینس می‌ریزد. این رود از کشور برزیل می‌گذرد.